# Józefów – Wola Dębowiecka
Józefów - Wola Dębowiecka (PLH180033) – projektowany specjalny obszar ochrony siedlisk, aktualnie obszar mający znaczenie dla Wspólnoty, położony na Pogórzu Jasielskim, na terenie gmin Osiek Jasielski i Dębowiec, w pobliżu Woli Dębowieckiej. Składa się z dwóch enklaw o łącznej powierzchni 60,51 ha.
Występują tu następujące typy siedlisk z załącznika I dyrektywy siedliskowej: 
- zmiennowilgotne łąki trzęślicowe Molinietum cearuleae – ok. 30% obszaru
- murawy bliźniczkowe ze związku Nardion
- łąki świeże ze związku Arrhenatherion
- grąd Tilio-Carpinetum
- podgórski łęg jesionowy Carici remotae-Fraxinetum

Dodatkowo, występują tu trzy gatunki z załącznika II:
- modraszek nausitous Phengaris nausitous
- modraszek telejus Phengaris teleius
- czerwończyk nieparek Lycaena dispar